# Langdysse im Jægerspris Skove

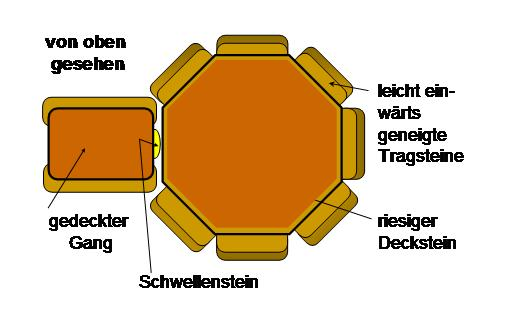
Grundriss eines achteckigen Polygonaldolmens – Schema von oben

Der Langdysse im Jægerspris Skove (auch Langdysse im Nordskoven genannt) liegt bei Skoven auf der dänischen Insel Seeland. Der Dolmen stammt aus der Jungsteinzeit etwa 3500–2800 v. Chr. und ist eine Megalithanlage der Trichterbecherkultur (TBK).
Der etwa 1,25 m hohe etwa Nord-Süd orientierte Langdysse ist etwa 41,0 m lang und 10,0 m breit. Etwa 8,0 m vom südlichen Ende liegt ein fünfeckiger Polygonaldolmen von dem der Deckstein, vier Tragsteine der Kammer und zwei des Ganges erhalten sind.
In einem anderen Teil des Waldes liegt das Ganggrab im Jægerspris Skove.